# Luttange
Luttange (deutsch Lüttingen) ist eine französische Gemeinde mit 955 Einwohnern (Stand 1. Januar 2022) im Département Moselle in der Region Grand Est (bis 2015 Lothringen).

## Geografie
Die Gemeinde Luttange liegt etwa 13 Kilometer südöstlich von Thionville.

## Geschichte
Der Ort wurde 825 erstmals als Leutermingas erwähnt und besitzt ein Schloss aus dem 13. Jahrhundert. Durch den Pyrenäenfrieden wurden Diedenhofen und sein Umland am 7. November 1659 von Luxemburg an Frankreich abgetreten.
Es gibt ernst zu nehmende Annahmen, dass das Schloss des Ortes Vorbild für das fiktive Schloss Ortry, einem Hauptschauplatz des Kolportageromans „Die Liebe des Ulanen“ von Karl May gewesen ist.
Seit 1810 ist das nördlich gelegene Dorf Kirsch-lès-Luttange (Kirsch bei Lüttingen) eingemeindet.

### Bevölkerungsentwicklung
| Jahr      | 1962 | 1968 | 1975 | 1982 | 1990 | 1999 | 2007 | 20195 |
| Einwohner | 479  | 456  | 574  | 604  | 682  | 752  | 885  | 896   |

## Sendemast
Im Norden der Gemeinde befindet sich ein abgespannter Stahlfachwerkmast, der große Teile Lothringens mit TV- und UKW-Signalen versorgt. Die TV- und UKW-Sender sind auch in Luxemburg, im Saarland und im Raum Trier zu empfangen.

## Kultur und Sehenswürdigkeiten

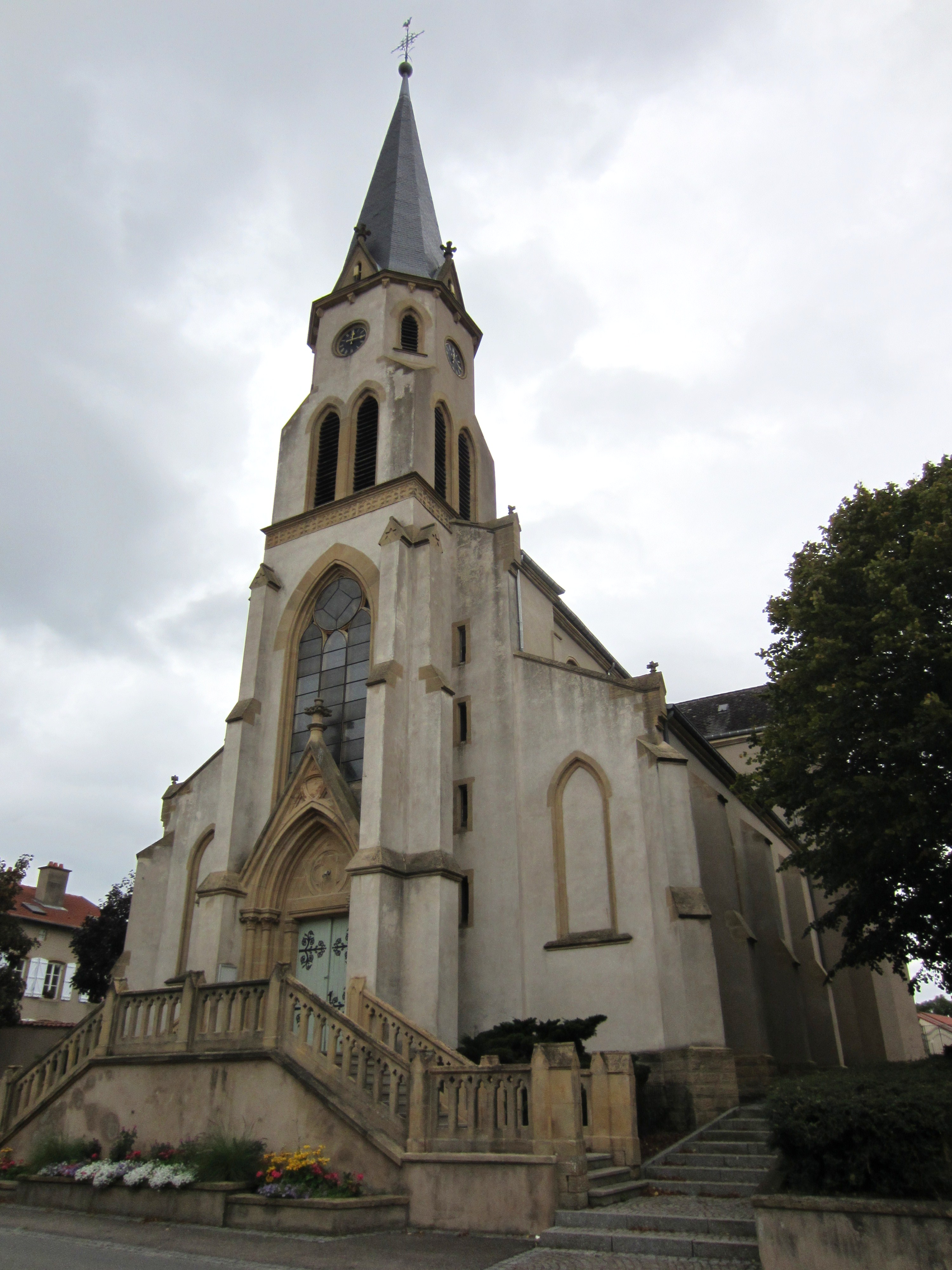
Kirche Saint-Pierre
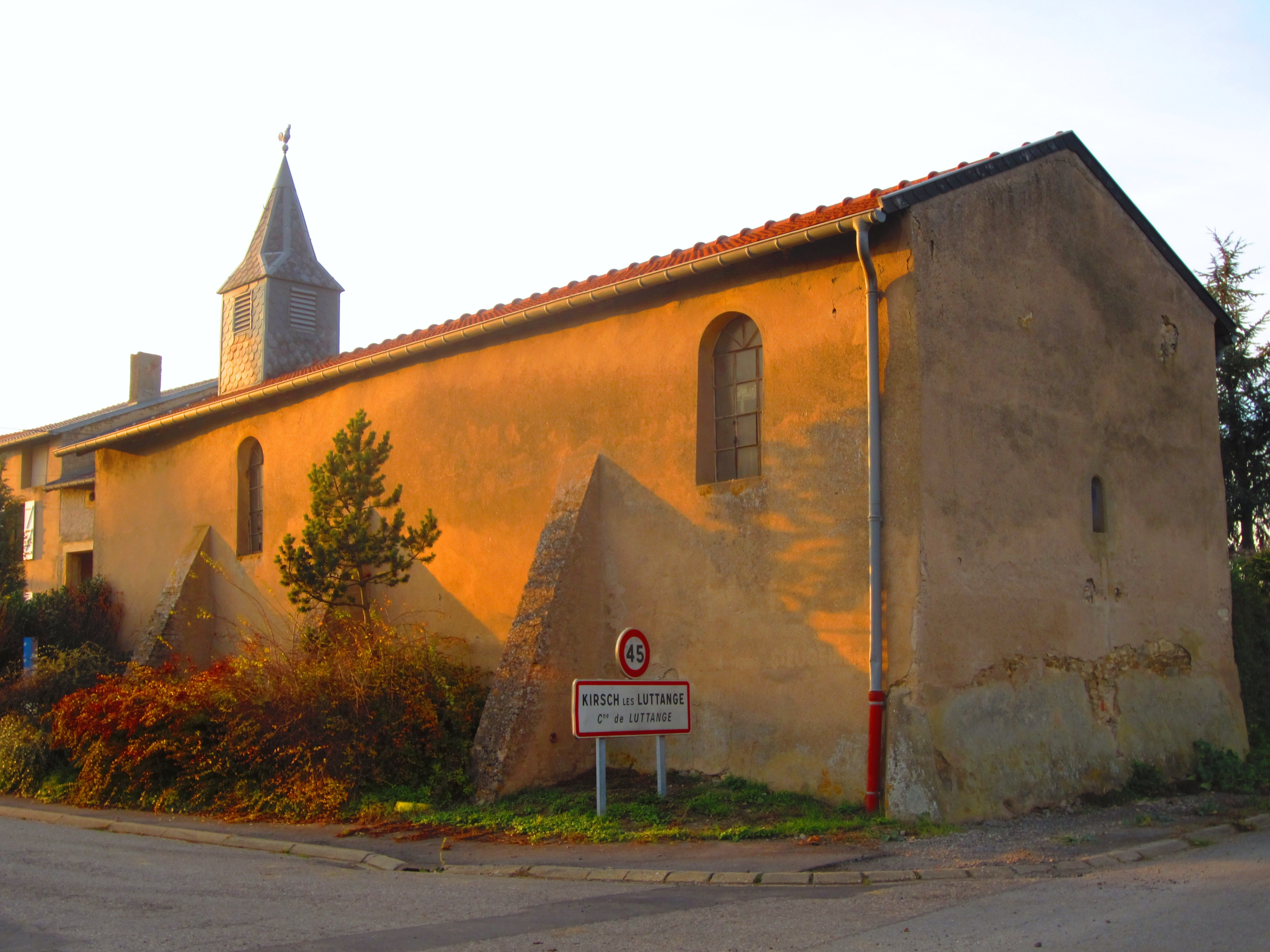
Kapelle Saint-Georges im Ortsteil Kirsch-lès-Luttange
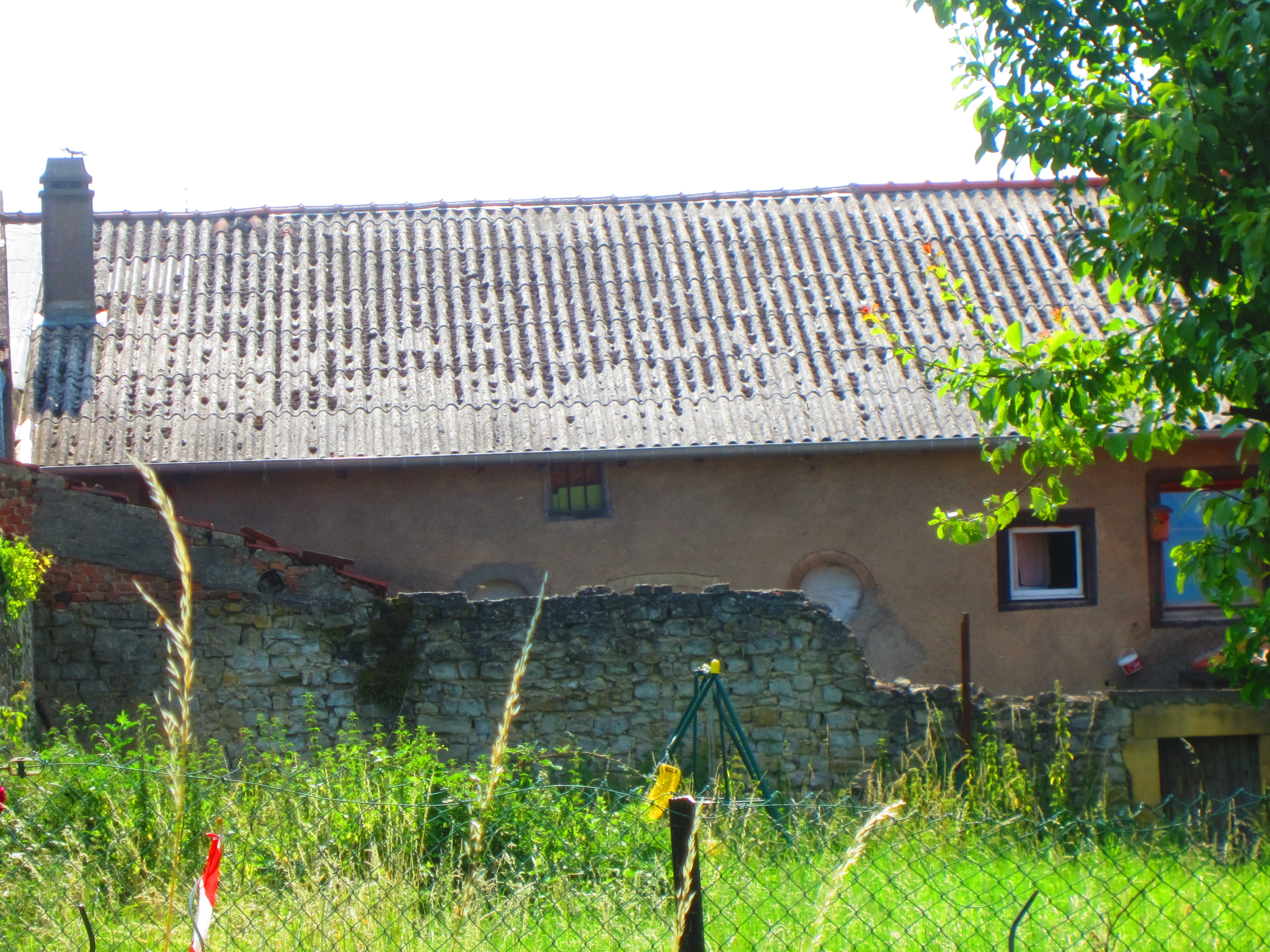
Synagoge Luttange